# ТЕС Санта-Барбара
ТЕС Санта-Барбара – теплова електростанція у центральній частині Італії в регіоні Тоскана, провінція Ареццо.
У 1957 – 1958 роках на майданчику станції ввели в експлуатацію два конденсаційні блоки, кожен з яких мав парову турбіну потужністю по 125 МВт. Вони розраховувались на споживання бурого вугілля, котре видобувалось у сусідній копальні. На початку 1990-х через вичерпання її запасів станцію перевели на спалювання нафти. 
В 2000-х роках старі енергоблоки були зупинені та в подальшому демонтовані (втім, кілька споруд першої ТЕС таки залишились – наприклад, будівля генераторного залу, димар та градірні). А з 2006 року на майданчику запрацював новий енергоблок, котрий використовує сучасну технологію комбінованого парогазового циклу. Він складається із однієї газової турбіни потужністю 250 МВт, яка через котел-утилізатор живить одну парову турбіну з показником 140 МВт. Паливна ефективность цього об’єкту становить 55,7%.
Паливом для парогазового блоку є природний газ, котрий постачається із національної газотранспортної мережі через відвід довжиною 5,8 км.